# ブリアナ・ニッカーボッカー
ブリアナ・ニッカーボッカー（Brianna Knickerbocker）は、アメリカ合衆国の女優、声優。日本のアニメやコンピュータゲームの英語版で多く声優を務めてきた。Starlessという名義でシンガーソングライターとしても活動している。

## 出演

### テレビアニメ
- 凪のあすから（比良平ちさき）
- 鬼滅の刃（栗花落カナヲ）
- キャロル&チューズデイ（チューズデイ）
- Re:ゼロから始める異世界生活（レム）

### ゲーム
- 原神（胡桃）
- 無期迷途（ヘカテー、ラファー）